# جنیان
جنیان (به کردی: جونیان، Cunyan) روستایی از توابع بخش زیویه در شهرستان سقز است که در استان کردستان ایران قرار دارد.

## جمعیت
این روستا در دهستان امام واقع شده و براساس سرشماری سال ۱۳۸۵، جمعیت آن ۵۲۰ نفر (۹۷ خانوار) بوده‌است.